# Ramphastos brevis
Ramphastos brevis (лат.) — вид птиц из семейства тукановых. Подвидов не выделяют. Ранее вид считался подвидом Ramphastos ambiguus.

## Распространение
Обитают на территории Колумбии и Эквадора.

## Описание

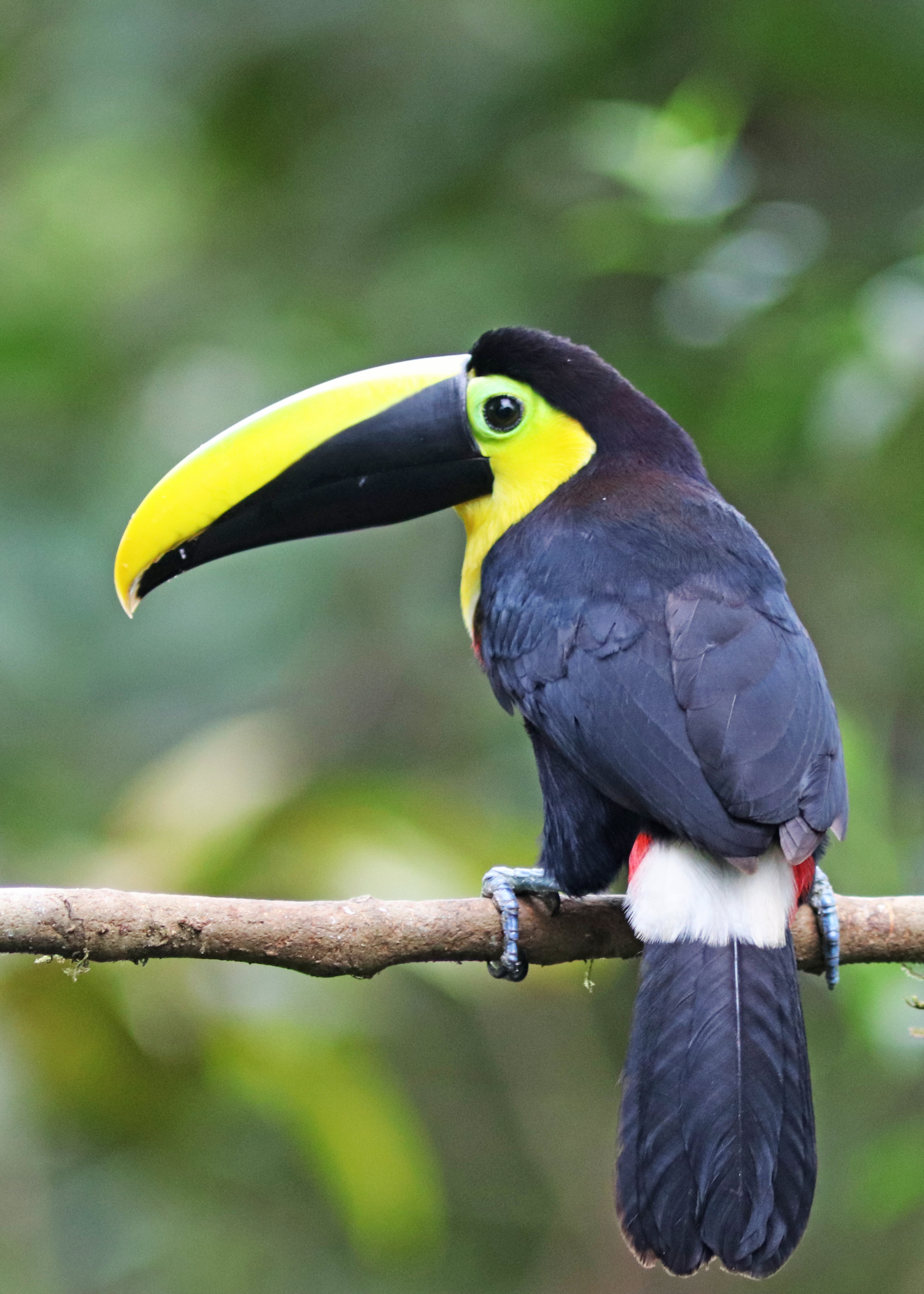
В северо-западной части Эквадора

Длина тела 46-48,5 см, масса 365—482 г. Половой диморфизм не выражен, только клюв у самок немного короче, чем у самцов. У взрослых особей макушка и затылок чёрного цвета с бордовым оттенком. Верхняя часть тела и хвост чёрные, верхние кроющие перья хвоста белые. Горло и грудь жёлтого цвета, по нижней части груди проходит узкая красная полоса. Брюхо чёрного цвета, подхвостье красное. Надклювье жёлтое, с зеленоватым оттенком на гребне и по краям, основание чёрное. Подклювье чёрного цвета, иногда с жёлтым кончиком. Радужная оболочка зелёная с желтоватым или серым оттенком. Голая кожа вокруг глаз от жёлто-зелёного до оливково-зелёного цвета.  

## Биология
Рацион плохо изучен, в желудках находили фрукты (без уточнения). Вероятно также питание насекомыми и мелкими позвоночными. Ищут пищу часто совместно с Pteroglossus torquatus, с которыми птицы взаимодействуют, но редко с более крупными R. ambiguus. Отмечены при сопровождении набегов муравьев, предположительно из-за того, что они беспокоят добычу, которую затем ловят птицы. Пьют воду из бромелий.

## В неволе
Из-за требовательности к условиям и рациону и уязвимости перед гемохроматозом трудны в содержании. Очень редки в неволе в США.